# Кишинівський Марк Хаїмович
Марк Хаїмович Кишиневський (1917, Бендери, Бессарабська губернія — 2 жовтня 1993, Воронеж) — радянський хімік. Доктор технічних наук (1955), професор (1955), заслужений діяч науки та техніки Молдавської РСР.

## Життєпис
Марк Хаїмович Кишиневський народився 1917 року в Бендерах, там же закінчив румунський ліцей. До 1940 року навчався на хімічному відділенні в Бухарестському політехнічному інституті, після приєднання Бессарабії до СРСР повернувся до Бендерів. Закінчив Московський хіміко-технологічний інститут імені Д. І. Менделєєва (там же захистив кандидатську та докторську дисертації), потім був прийнятий на викладацьку роботу на кафедрі загальної, аналітичної та неорганічної хімії Астраханського технічного інституту рибної промисловості та господарства (1958—1960 роки) завідувач кафедри), потім на кафедрі загальної та неорганічної хімії Кишинівського державного університету. З 1964 року — перший проректор з науки новоствореного Кишинівського політехнічного інституту, завідувач кафедри процесів та апаратів харчової промисловості. У 1971—1989 роках очолював кафедру процесів та апаратів хімічних та харчових виробництв Воронезького технологічного інституту .
Основні наукові праці — в галузі теорії масообміну (теорія оновлення поверхні Кишинівського-Данквертса, 1949—1956). На відміну від моделі оновлення поверхні Данквертса (1951), теорія Кишинівського поряд з коефіцієнтом молекулярної дифузії враховує також турбулентну дифузію і вводить коефіцієнт конвективної дифузії (сума коефіцієнтів молекулярної та вихрової дифузій) як її кінетичні характеристики. Займався також теорією хімічної адсорбції, гідродинамікою та питаннями теплообміну.
Серед учнів — Тарас Корнієнко, Олександр Дікусар.

## Монографії та навчальні посібники
- Дослідження тепло- та масообміну (спільно з Т. С. Корнієнком). Кишинів: Картя молдовеняске, 1967.
- Мембранні рівноваги. Мембранні методи поділу (з Т. С. Корнієнком). Воронезька державна технологічна академія : Воронеж, 1996.